# صامويل كارمونا
صامويل كارمونا (بالإسبانية: Samuel Carmona)‏ (مواليد 28 مايو 1996) هو ملاكم إسباني، مثّل بلاده في الألعاب الأولمبية الصيفية 2016.

## روابط خارجية
صامويل كارمونا على موقع بوكس ريك (الإنجليزية) (registration required)
- صامويل كارمونا على موقع اللجنة الأولمبية الدولية (الإنجليزية)
- صامويل كارمونا على موقع أوليمبيديا (الإنجليزية)